# Diafilm

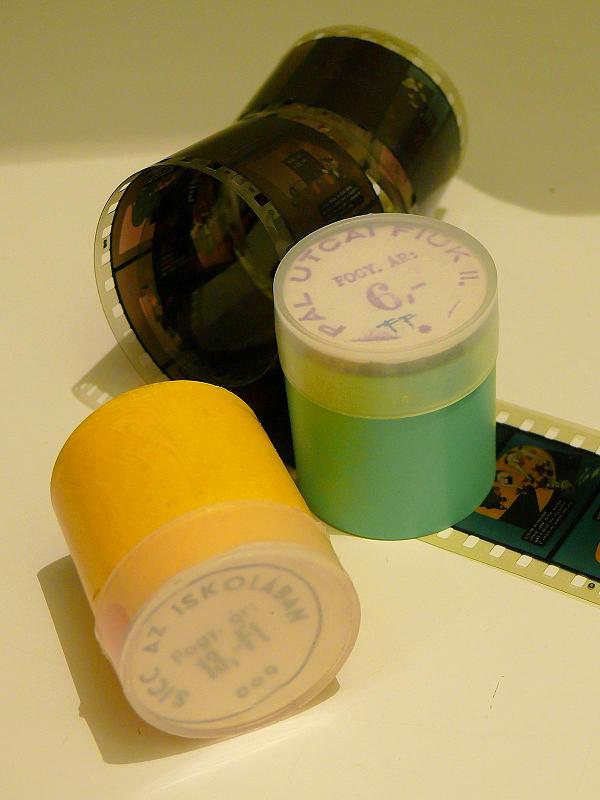
Diafilme

Diafilmul (din prefixul în limba greacă δια cu sensul de prin și film) este un film fotografic care conține o serie de diapozitive (însoțite de text explicativ) care se proiectează pe un ecran (sau pe perete) cu ajutorul unui proiector.
După înființarea studioului Animafilm în 1964, s-au produs mai multe diafilme pentru uz didactic.

## Legături externe
diafilme